# Mitistrato
Mitistrato (di cui sono attestate tre forme: Μυτίστρατος, Stefano bizantino; Μουτίστρατος, Zonara; Μυττίστρατον, Polibio) è stata un'antica città della Sicilia, forse di origine greco-sicula, conosciuta soprattutto come una città, anche se piccola, molto ben fortificata. Proprio Filisto (apud Stefano bizantino) la definisce una "fortezza di Sicilia".
Nel 258 a.C. fu conquistata, dopo una strenua resistenza di nove mesi, dai Romani che, se in un primo momento le diedero lo status di civitas censoria, durante l'età imperiale divenne stipendiaria (Plinio, Naturalis historia, III, 8).

## Localizzazione
Tre sono le ipotesi di ubicazione proposte dagli studiosi:
- Sarebbe attestata in età romana nei pressi della moderna località di Monte Castellazzo di Marianopoli, in Provincia di Caltanissetta.[2]
- Mitistrato sarebbe in realtà Amestrato[3], l'attuale Mistretta
- L'esistenza di una moneta propria, diversa da quella di Amestrato, ha fatto propendere alcuni studiosi[4] a considerarlo un centro differente, nei pressi di Amestrato.
- Altri studiosi propongono la localizzazione tra Agirio ed Enna.[5]